# Чернече (Лубенський район)
Черне́че —  село в Україні, в Лубенському районі Полтавської області. Населення становить 26 осіб. Колишній орган місцевого самоврядування — Хорошківська сільська рада.

## Географія
Село Чернече знаходиться на лівому березі річки Сула, вище за течією на відстані 2 км розташоване село Хорошки, нижче за течією на відстані 1,5 км розташоване село Снітин. На відстані 1 км розташоване село Снітине. Річка в цьому місці звивиста, утворює лимани, стариці і заболочені озера.

## Історія
12 червня 2020 року, відповідно до розпорядження Кабінету Міністрів України № 721-р «Про визначення адміністративних центрів та затвердження територій територіальних громад Полтавської області», село увійшло до складу Лубенської міської громади.
19 липня 2020 року, в результаті адміністративно - територіальної реформи та ліквідації Лубенського району(1923-2020), село увійшло до складу новоутвореного Лубенського району.

## Населення
Згідно з переписом УРСР 1989 року чисельність наявного населення села становила 35 осіб, з яких 13 чоловіків та 22 жінки.
За переписом населення України 2001 року в селі мешкало 26 осіб.

### Мова
Розподіл населення за рідною мовою за даними перепису 2001 року:
| Мова       | Відсоток |
| ---------- | -------- |
| українська | 96,15 %  |
| російська  | 3,85 %   |